# 1905 en Allemagne
Chronologie de l’Allemagne
- 1901
- 1902
- 1903
- 1904
- 1905
- 1906
- 1907
- 1908
- 1909

Cet article présente les faits marquants de l'année 1905 en Allemagne.

## Événements
- Introduction des congés payés.

### Janvier
- 22 janvier : Championnat d'Europe de patinage artistique à Bonn.

### Mars
- 31 mars : crise de Tanger. L’empereur Guillaume II s’oppose à la pénétration française au Maroc.

### Juin
- 11 juin : l'Union 92 Berlin remporte le Championnat d'Allemagne de football 1904-1905.

### Juillet
- 24 juillet : rencontre de Björkö entre Guillaume II et Nicolas II, qui signent un accord défensif et d’assistance mutuelle entre l’Allemagne et la Russie. Lambsdorff y adjoint un article additionnel excluant la France, et rendant cet accord en fait inexploitable pour l’Allemagne.

### Septembre
- 17-23 septembre, Allemagne : congrès du parti socialiste allemand à Iéna. Dans un contexte de grèves massives et de manifestation de rue (1905-1906), la direction du SPD rejette le 16 février 1906 l’appel lancé par August Bebel en faveur de la grève générale insurrectionnelle.

### Novembre
- 21 novembre : le jeune physicien suisse Albert Einstein publie la formule E=mc2. En 1905, il révolutionne la physique en publiant 4 articles dans la revue Annalen der Physik (Annus mirabilis).

## Naissances
- 21 janvier : Karl Wallenda, acrobate
- 13 février : Henri Derringer, résistant et officier de carrière français d'origine allemande.
- 5 juillet : Günther Krupkat, romancier
- 16 août : Fritz Harnest, peintre
- 12 septembre : Johannes Frank, militaire
- 15 septembre : Emil Lohbeck, basketteur
- 19 octobre : Wolfgang Lukschy, acteur